# Tweede Era
De Tweede Era (Engels: The Second Age) was een periode van 3441 jaar in de fictieve geschiedenis van Midden-aarde, die wordt beschreven in de werken van schrijver J.R.R. Tolkien. De Tweede Era begon met de verbanning van Morgoth na de Oorlog van Gramschap, en eindigde met de overwinning van Het Laatste Bondgenootschap op Sauron en de inname van de Barad-dûr.

## Númenor
Het koninkrijk Númenor werd in 32 T.E. gesticht door Elros Tar-Minyatur, en was door de Valar aan de overlevende Edain geschonken. Het land groeide in macht en pracht, maar onder invloed van Sauron raakten de inwoners hoogmoedig en afgunstig op de Valar en de onsterfelijke Elfen. Deze hoogmoed zorgde er uiteindelijk voor dat in 3319 T.E. Eru Númenor liet ondergaan.

## Midden-aarde
Midden-aarde werd in de Tweede Era bevolkt door aan de Edain verwante volken. Meer naar het oosten woonden woeste stammen waarvan sommigen in de Eerste Era de zijde van Morgoth hadden gekozen. Het land was zwaar bebost. Númenoreaanse kolonisatie, houtkap ten behoeve van scheepsbouw en voortdurende oorlogen zorgden dat Eriador uiteindelijk ontbost en steeds verder ontvolkt raakte. Verder bevonden zich in Midden-aarde de Elfenrijken Lindon, Lothlorien, Rivendel en Eregion.

## Sauron
Sauron was na de val van Morgoth naar het oosten uitgeweken, en hield zich daar bijna duizend jaar schuil. Uiteindelijk begon hij een machtsbasis op te bouwen door de bewoners van Midden-aarde tegen de Númenoreanen op te zetten. Ook trachtte hij de Elfen, Dwergen en Mensen te corrumperen met de Ringen van Macht, een plan dat ten dele mislukte. Wel werden negen Mensenkoningen gecorrumpeerd: zij werden de Ringgeesten. Sauron voerde drie keer oorlog, maar werd drie keer verslagen: door Tar-Minastir in 1700 T.E., door Ar-Pharazôn in 3261 T.E. (hoewel hij strikt genomen niet werd verslagen maar zich overgaf), en ten slotte door het Laatste Bondgenootschap in 3441 T.E.